# 科澤科德縣
科澤科德縣（Kozhikode district）是印度喀拉拉邦的一個縣，面積2,344平方公里，每年平均降雨量3,284毫米，2011年人口3,089,543，人口密度每平方公里1,318人。
本縣印度教徒佔接近6成人口，穆斯林則佔接近4成人口。

## 外部連結
- Kozhikode District official website
- （页面存档备份，存于） Tourism places in Kozhikode